# Martin Svoboda (fotbalista)
Martin Svoboda (* 2. ledna 1975, Praha) je český fotbalový brankář.

## Fotbalová kariéra
Začínal ve Slavii, ve které působil až do dorostu. Poté byl na hostování v FK Admira/Slavoj Praha a na vojně chytal za VTJ Písek. V roce 1996 přestoupil ze Slavie do SK Spolana Neratovice a odtud se dostal do prvoligového SK Hradce Králové, kde si také odbyl svůj ligový debut. V lednu 2004 odešel na hostování do Xaverova. V létě 2004 přestoupil do Mostu. V sezóně 2004-2005 odchytal za Most všechny zápasy. V sezóně 2005-2006 začal opět jako jednička týmu, ale po čtyřech kolech musel uvolnit místo Martinu Vaniakovi. V zimě 2007 odešel na hostování do druholigových Blšan, ze kterého se v létě vrátil.